# GAKUMANplus
『GAKUMANplus』（ガクマンプラス）は、日本の出版社・小学館が発行した学習漫画雑誌。2010年4月15日創刊、隔月刊・偶数月3日発売。発行部数 100,000部。B5判300ページ。2011年10月発売の11/12月号で休刊。

## 概要
小学館の学年別学習雑誌のうち、少子化等に伴う部数の減少を理由に2009年度の発売号で刊行を終了した『小学五年生』及び『小学六年生』の実質的な後継誌である。
学習もの漫画の掲載に特化した編集方針を採っており、タレント・スポーツ選手などインタビュー記事やカラーグラビアがほぼ削減されている点や、ターゲットとする読者層を小学校高学年に加え、応募はがきの学年記入欄に「小学」に加え「中学」の選択肢が新設されており、対象が中学生にも拡げている点が、当該学年のみに特化していた『小学五年生』『小学六年生』と異なっていた。ホビー情報は巻末の「はなまる本舗」コーナー（作画:久世番子）のみに抑えられ、読者投稿コーナーは設けられず、読者層が重複する『月刊コロコロコミック』とも内容が完全に隔てられていた。
従前の小五・小六に存在した少女漫画（恋愛漫画など）の掲載も行われなかった。その一方で『Dr.コトー診療所』『ワイルドライフ』といった、小学館の男性向け漫画雑誌の連載作品を読者層に読み易くアレンジさせた外伝が掲載されていた。また、執筆陣は学年誌での執筆経験がある作家に加え、『週刊少年サンデー』での連載経験がある作家も割合多く担当していた。
創刊予告では「世界初（!?）の学習まんが専門誌!!」をキャッチコピーとした。創刊時点は隔月刊での刊行で、小学館側は創刊後1年を目処に月刊に移行する目標を立てていたが、2011年度も隅月刊が維持されたまま月刊に移行することはなかった。発売日は創刊号から2011年3/4月号までは偶数月15日発売であったが、2011年5/6月号からは偶数月3日発売に変更されていた。
2011年10月の2011年11/12月号をもって休刊した（定期購読者に対しては同年8月発売の9/10月号送付時に休刊する旨の添え状が同封されていた）。また「小学三年生」「小学四年生」も翌年に休刊することが決定したため、小学館の学年別学習雑誌は名実共に小学校2年生を対象とした「小学二年生」までの刊行体制となっている。

## テレビCM
テレビCMは創刊号から2010年9/10月号と、2011年5/6・7/8月号に対して制作され、小学館提供番組で放映された。
2010年版は『コミックGOTTA』創刊当初のように応援団風の学ランを着込んだタレント（子役3人）が登場し、三三七拍子を執り、他の漫画雑誌のように掲載マンガの紹介ナレーション・イラストを前面に合成させたもの、2011年版は小学校に置かれた二宮金次郎像が動いて本誌を読む内容となっている。

## 競合誌
朝日新聞出版から刊行されている分冊百科の「週刊マンガ日本史」や、月刊「ジュニアエラ」と読者層や一部内容が競合している。また、時事や中学校受験関連の知識を取り上げて小学生向けに編集するという面では小学生向け日刊紙（毎日小学生新聞・朝日小学生新聞）とも競合する。小学館は、2011年3月に創刊した小学生向け週刊新聞である「読売KODOMO新聞」の一部紙面での制作協力を開始している。

## 掲載まんが
★・▲印は#単行本化が決定している作品

### 連載作品
不定期連載・一時休載作品を含む
- 「悪之宮博士の体育向上計画!」（いのうえかずろう・スポーツ監修：多田ゆかり）
- 「ことわざ伝説」（藤波俊彦）
- 「これでペラペラ!帰国生イングリッシュ」（上川敦志）
- 「シートンの愛した動物たち」（姫川明、2010年9/10月号-）
- 「そにまる研究所」（そにしけんじ）
- 「名探偵コナン 推理ファイル」（原作：青山剛昌 まんが：阿部ゆたか/丸伝次郎 シナリオ：平良隆久）★
- 「でんじろう先生の実験ギャグ! めざせノーベル科学笑」（やましたたかひろ・監修:米村でんじろうサイエンスプロダクション）
- 「Dr.コトー診療所 島の子供達」（山田貴敏）
- 「突撃!ひみつバスターズ!!」（春風邪三太）
- 「THE お仕事!!」（小坂まりこ2011年1/2月号-）
- 「日本一体験隊」（村川和宏、2011年5/6月号-）
- 「宇宙飛行士 若田光一物語」（上川敦志、2011年7/8-11/12月号）

### 連載終了済
- 「龍馬をめぐる英傑たち」（2010年）
  - 西郷隆盛（5/6・7/8月号吉祥寺笑・原作：黒沢哲哉）▲
  - 勝海舟（7/8・11/12月号万乗大智）▲
- 「物語・創作文がすらすら書ける!物語のゼンマイ」（鈴木小波、創刊号-2010年11/12月号）
- 「未来探検隊 プロジェクトG」（村川和宏、創刊号-2011年1/2月号）
- 「勇気!友情! 新・三銃士」（山本サトシ、創刊号-2011年3/4月号）★
- 「まんがで覚えるニュース基礎用語」（アミーゴ・マサヤッチ、創刊号-2011年3/4月号）
- 「世界名作 知ってるつもり」（六田登、2010年9/10月号-2011年3/4月号）
- 「ゼロからの中学受験 ウカルMIRACLE!」（松浦聡彦、創刊号-2011年7/8月号）
- 「シドニー五輪マラソン金メダリスト高橋尚子が贈る 命のシューズ」（緒里たばさ・原作:横田直幸、2011年3/4-5/6月号）

### 読切作品

#### GP人物伝
2010年
- 5/6月号
  - 「チェンジ!少年オバマ〜大統領への道〜」（六田登）
  - 「大人気ゲームのナゾ解明!『レイトン教授』誕生物語」※日野晃博を題材とした作品（稲光伸二・原作：横田直幸）
- 7/8月号
  - 「岡田武史 サッカー日本代表物語」（小山愛子・原作：横田直幸）
  - 「山崎直子宇宙飛行士と宇宙開発物語 宇宙への夢」（坂井孝行）
- 9/10月号
  - 「松井秀喜 ワールドチャンピオン&MVPストーリー」（山下東七郎・シナリオ:田中周治）
  - 「真実のレオナルド・ダヴィンチ」（小林たつよし・シナリオ：菅谷淳夫）
- 11/12月号
  - 「坂本勇人物語 ジャイアンツの若き1番打者」（松原裕美・シナリオ:市田実）
  - 「超次元ヒットの秘密がここに! イナズマイレブン誕生物語」（稲光伸二・原作：横田直幸）

2011年
「GP人物伝」表記が使われなくなるがテーマ性は維持
- 1/2月号
  - 「遠藤保仁選手物語」（松原裕美・シナリオ:市田実）
- 3/4月号
  - 「新幹線E5系 はやぶさ物語」（谷古宇剛・シナリオ:池上正樹）
  - 「ノーベル賞への道 鈴木章・根岸英一物語」（大久保勝也・シナリオ:戸塚滝登）
- 5/6月号
  - 「戦国のヒロイン 江 物語」（万乗大智・監修:川口泰生）★
- 7/8月号
  - 「さかなクン ギョギョ 奇跡の魚発見!」（姫野よしかず・監修:さかなクン）
- 9/10月号
  - 「藤子・F・不二雄物語」（姫野よしかず）
- 11/12月号
  - 「ダンボール戦機誕生物語」（稲光伸二・原作：横田直幸）

#### その他作品
2010年
- 5/6月号
  - 「市川染五郎のカンタン 歌舞伎教室」（嶋木あこ）
- 7/8月号
  - 「ワイルドライフ特別編 国境なき獣医師団R.E.D」（藤崎聖人）
  - 「カリスマ教師・宮本哲也の計算ブロック」（大吾）
- 11/12月号
  - 「小惑星探査機はやぶさの宇宙大冒険!」（吉祥寺笑・シナリオ:戸塚滝登）

2011年
- 1/2月号
  - 「プロスケートボードライダー」（山下東七郎・プロット:福田幸恵）
- 3/4月号
  - 「スキージャンパー 高梨沙羅 ソチ五輪への夢」（山下東七郎・プロット:福田幸恵）
- 7/8月号
  - 「未来をつくる! ふしぎな水の魚工場」（坂井孝行）
- 9/10月号
  - 「登山家・野口健が建てる希望の学舎」（松原裕美・原作:横田直幸）
  - 「夏→秋 恋のドッキドキ 心理テスト」（環方このみ・心理テスト作成:章月綾乃）
  - 「出口王子の新日本語トレーニングパークへようこそ!」（スズキサトル・原作:出口汪）
- 11/12月号
  - 「日本人医師 川原尚行」（万乗大智）

## その他記事

### 巻頭特集
殆どが#GP人物伝の内容と関連する人物・事柄を取り上げている。
2011年
- 「ティラノサウルス11のヒミツ」「川崎市 藤子・F・不二雄ミュージアムみどころガイド」（9/10月号）
- 「最新鋭旅客機ボーイング787テイクオフ!」（11/12月号）

### コラム
人物伝や読切の#その他作品・学習系統の一部連載作品には、漫画と連続して次ページに補足（現実の状況など）や解答などを文章主体で掲載するコラムページが設けられている。

## 単行本
本誌掲載作品の一部（#掲載まんがのタイトルに★印があるもの）は、小学館の学習漫画レーベルである「学習まんがシリーズ」にて、▲印の作品は学習漫画のうち人物伝を扱う「小学館版学習まんが人物館」のシリーズとして、それぞれコミックスではなく児童書扱いで単行本化されることになった。
なお、小学館の学年別学習雑誌の掲載作品（名探偵コナン 推理ファイルを除く）が単行本化される場合は、基本的にコミックス（雑誌扱い）の「てんとう虫コミックス スペシャル」か「ちゃおコミックス」あるいはムック本系の「ワンダーライフスペシャル」レーベルから刊行されており、「名探偵コナン 推理ファイル」などごく限られた作品のみ「学習まんがシリーズ」にて単行本化されていた。このためか、本誌2011年11/12月号102pの刊行案内では「書店の『児童書』のコーナー」に置かれることを告知している。